# Détective Conan
Pour les articles homonymes, voir Conan.
Vous lisez un « bon article » labellisé en 2013.
Autre
Détective Conan (名探偵コナン, Meitantei Konan, litt. « Grand détective Conan ») est un manga écrit et dessiné par Gōshō Aoyama. La série débute le 5 janvier 1994 avec une première publication dans le magazine hebdomadaire Weekly Shōnen Sunday, et recense 107 tomes commercialisés en avril 2025 au Japon. La version française est publiée par Kana depuis avril 1997, et 104 tomes sont sortis au 29 novembre 2024.
Le manga est adapté en série télévisée d'animation par les studios TMS Entertainment, anciennement Tokyo Movie Shinsha, et Yomiuri Telecasting Corporation. Cette adaptation animée, qui recense plus de 1 000 épisodes, est pour la première fois diffusée le 8 janvier 1996 sur le réseau japonais Nippon Television. En France, sur les 214 premiers épisodes licenciés, seuls 170 épisodes sont diffusés sur plusieurs chaînes de télévision incluant Cartoon Network du 5 janvier 2004 jusqu'à fin 2007, France 3 dans l'émission France Truc durant l'année 2005, et sur NT1 et AB1 de février 2008 jusqu'en 2009. La chaîne Mangas a également diffusé les trente premiers épisodes en version intégrale non censurée à partir du 24 mars 2008 mais arrête la diffusion début juin 2010. Par la suite, depuis février 2015, les derniers épisodes de la série diffusés au Japon sont proposés en version sous-titrée sur Animation Digital Network et à la télévision, sur J-One jusqu'en août 2021, puis sur Mangas depuis mai 2022. Les débuts du Détective Conan sont ensuite mis à disposition sur différentes plateformes de streaming.
Depuis sa toute première publication, Détective Conan se popularise et s'étend en tant que franchise proposée sur une multitude de supports, incluant films d'animation, OAV, adaptations live, jeux vidéo et produits dérivés. En janvier 2023, le tirage total du manga s'élève à plus de 270 millions d'exemplaires en circulation, ce qui en fait l'une des bandes dessinées les plus vendues au monde et l'une des séries de mangas les plus vendues de l'histoire. En 2001, il remporte le 46e Prix Shōgakukan dans la catégorie shōnen.

## Univers
Le manga retrace le parcours de Shinichi Kudo, détective lycéen rajeuni à la suite de l'ingestion d'une mystérieuse drogue qui le fait rajeunir au stade d'écolier de 7 ans. Hébergé chez son amie d'enfance Ran et son père Kogoro Mouri, il va devoir, secrètement, chercher à retrouver son corps d'antan et mettre l'Organisation responsable de son état sous les verrous.
L'histoire se divise en séries de trois, quatre ou plusieurs chapitres dédiés à une seule affaire criminelle que Conan doit résoudre à chaque fois, avec des personnages, des circonstances et des mystères différents. Pour chaque cas, trois ou plusieurs suspects sont proposés, et il faut attendre le dernier chapitre de la révélation pour découvrir l'identité du coupable et son mode opératoire, bien que le lecteur puisse parfois les deviner via les indices trouvés par Conan au fil de l'enquête.
Il en va de même pour la trame : les agents de l'Organisation font systématiquement l'objet d'une très longue enquête de la part de Conan (plusieurs tomes), au cours de laquelle il glane de nombreux indices et accumule les réflexions pour tenter de percer à jour l'homme ou la femme en noir qui a été envoyé(e) à ses trousses ou celles de ses proches. Le plus grand mystère étant celui de l'identité du Boss de l'Organisation, ainsi que les objectifs de celle-ci.
La quête de Conan pour retrouver son corps de Shinichi, ainsi que sa relation avec son amie d'enfance Ran Mouri, sont également développées à travers tout le manga via quelques indications ou moments de doutes disséminés ici et là, au fil des jours et des affaires.

### Synopsis
Au fur et à mesure des tomes, Shinichi va rencontrer autant d'amis que d'ennemis, aller de découvertes en découvertes, se rapprochant toujours plus de la victoire.

#### Arc Conan Edogawa
Shinichi Kudo est un jeune détective lycéen âgé de 17 ans fréquemment associé avec la police. Lors d'une visite dans un parc d'attractions en compagnie de son amie d'enfance, Ran Mouri, il surprend discrètement une conversation privée entre deux individus - Gin et Vodka - appartenant à une mystérieuse organisation criminelle dont chaque membre est habillé en noir. Repéré puis assommé, il est contraint d'avaler un nouveau poison (l'APTX 4869) mis au point par cette organisation, avant d'être laissé pour mort. Ce poison, censé le tuer sans laisser de traces, le fait régresser sous son ancienne apparence physique de petit garçon âgé de six ans à cause d'un rare et inconnu effet secondaire.
Dans le but de cacher sa véritable identité et d'investir son temps dans la traque de cette organisation nommée l'« organisation des Hommes en Noir », il adopte le pseudonyme de Conan Edogawa. Pour trouver des indices concernant l'Organisation, il réussit, grâce à son ami et voisin, le professeur Agasa, à être placé sous la garde de Ran Mouri dont il est amoureux et dont le père, Kogoro Mouri, travaille en tant que détective. Entre-temps, il est scolarisé à l'école primaire de Tivedétec (Teitan) et forme une petite équipe d'apprentis détectives nommés les « Détectives Boys » avec trois de ses camarades de classe : Genta Kojima, Mitsuhiko Tsuburaya et Ayumi Yoshida.
Shinichi, sous l'apparence de Conan, résout les enquêtes de Kogoro Mouri en l'endormant et en usurpant sa voix grâce au nœud papillon électronique que lui fournit le professeur Agasa, un des seuls à connaître sa véritable identité,. Il lance ainsi la fameuse légende de « Mouri l'Endormi » et contribue à la renommée mondiale de Kogoro.

#### Arc Ai Haibara
Plus tard, un autre personnage fait son apparition : Ai Haibara. Elle travaillait pour l'Organisation des hommes en noir sous le nom de code « Sherry », bien que son vrai nom soit Shiho Miyano. En tant que scientifique confirmée, elle a développé le poison qui a fait régresser Shinichi en petit garçon. Lorsque l'organisation a brutalement tué sa sœur, elle refuse de continuer ses recherches sur l'« Apotoxine APTX 4869 » et se fait emprisonner. Elle tente alors de se suicider en ingérant le poison qu'elle avait développé, mais régresse elle aussi malencontreusement sous le physique d'une enfant, et réussit alors à s'échapper.
Elle est par la suite inscrite à l'école de Conan sous le pseudonyme d'Ai Haibara, et habite chez le professeur. Elle connaît la véritable identité de Conan et l'aide dans sa quête pour retrouver l'organisation des Hommes en Noir. Elle travaille également à la fabrication d'un antidote à l'Apotoxine APTX 4869

#### Arc Vermouth
Cependant, l'Organisation, afin de la trouver et de la tuer, emploie l'un de ses meilleurs éléments : Vermouth. Cette dernière, célèbre actrice américaine dans la vie civile, est une redoutable femme pouvant prendre l'apparence de n'importe quelle personne grâce à ses talents dans le domaine du déguisement. Ainsi, elle prend au cours de sa mission l'apparence des proches de Conan, ce qui mettra en péril sa couverture.
Dans le même temps, Conan n'est pas seul : Vermouth est surveillée de près par des agents du FBI venus au Japon pour la capturer. Parmi eux, Jodie Saintemilion, sémillante professeur d'anglais en vérité Jodie Starling, le mystérieux et ténébreux Shuichi Akai (ancien espion au sein de l'Organisation), ainsi que leur patron, James Black. Finalement, Vermouth retrouve Ai et Conan, découvrant leur rajeunissement, mais, traquée par le FBI, elle doit fuir et laisse la vie sauve à Conan, qui, quand il était Shinichi, lui avait un jour sauvé la vie à New York avec Ran. Elle refuse ensuite de révéler la vérité à l'Organisation.

#### Arc Téléphone du Boss
À la suite de l'affaire Vermouth, Conan cherche à obtenir le numéro de téléphone du Boss de l'Organisation grâce à la tonalité musicale des touches composées par Vermouth, quand il était son otage dans la voiture. Il découvre ainsi que le Boss réside à Kurayoshi, dans la préfecture de Tottori, et qu'il se sert de la comptine « Nanatsu no ko » (les 7 Petits Corbeaux) comme numéro pour communiquer avec ses agents. Conan se refuse cependant à l'appeler, prévenu par Ai qu'un grand danger l'attend s'il ose.

#### Arc Kir
Plus tard encore, Conan est enrôlé non officiellement au FBI et aide à la capture de Kir, membre de l'Organisation qui se faisait passer pour journaliste afin de pouvoir approcher puis faire tuer un notable japonais. Alors qu'elle finit, à la suite d'un accident, par sortir de son coma à l'hôpital, le FBI apprend qu'elle est en réalité une espionne de la CIA ayant infiltré l'Organisation, et elle choisit d'y retourner pour continuer sa mission.
Cependant, le Boss exige qu'elle tue Shuichi Akai, le « Silver Bullet » (« la balle d'argent » en anglais), pour prouver sa bonne foi lors de son retour parmi les Hommes en Noir. Ce qu'elle fait, bien qu'il demeure beaucoup de zones d'ombre à ce sujet.

#### Arc Bourbon
Kir recontacte le FBI pour les prévenir qu'un nouveau membre de l'Organisation, Bourbon, est entré en action, probablement pour poursuivre la traque de Sherry. C'est ainsi qu'un mystérieux étudiant, Subaru Okiya, s'installe au Manoir des Kudo, prétextant vouloir obtenir les conseils du Professeur Agasa, sans que cela gêne visiblement Conan. Plus tard, la jeune Masumi Sera intègre également le lycée de Ran, et s'intéresse de près à Conan et à Ai. Puis un certain Tooru Amuro, serveur et détective privé, demande à être le disciple de Kogoro.
En parallèle, Jodie découvre que Shuichi aurait survécu, et tente de s'approcher de lui. Alors que Ai est contrainte de retrouver son apparence normale pour sauver les Détectives Juniors, la vidéo de « Sherry » tombe entre les mains de Bourbon, qui cherche à la capturer dans le Mystery Train. Il se révèle alors être Tooru Amuro, aidé par Vermouth qui se déguisait faussement en Shuichi Akai pour vérifier s'il était bien mort, ce qui était en fait la vraie raison de l'enquête de Bourbon. Finalement, Ai se fait passer pour morte tandis que Masumi dévoile qu'elle est la sœur de Shuichi Akai, et cherchait à vérifier la mort de son frère et à se rapprocher de Conan pour certaines raisons encore mystérieuses.

#### Arc Shūichi Akai
Bourbon continue alors son enquête et reste serveur au Café Poirot pour surveiller Conan de près, se doutant que ce n'est pas un enfant comme les autres. Cependant, il semble que Bourbon cache également une troisième identité. Alors qu'il envoie ses hommes à la poursuite de Jodie et Andre Camel, Bourbon se présente chez Subaru Okiya qu'il pense être Shūichi Akai déguisé, ayant maquillé sa mort en se servant d'un faux cadavre. C'est effectivement le cas, et Shuichi Akai sort de l'ombre pour venir en aide à ses amis et révéler que Bourbon est un agent du PSB, les services secrets japonais. Celui-ci décide d'épargner Akai, à qui il voue une haine sans nom, le rendant responsable de la mort de son collègue Scotch, espion tout comme lui. Il décide également de rester serveur au Café, s'intéressant désormais à Conan. Shuichi révèle alors qu'il est Okiya à ses proches, et avertit, par Kir, qu'un nouveau membre de l'Organisation est entré en action, bien plus dangereux que Gin.

#### Arc Rum
Il s'agit de Rum, le second de l'Organisation, envoyé visiblement pour nettoyer l’Organisation des nombreux « rats » — espions — qui l'ont infiltrée. Selon ceux qui le connaissent, il s'agit d'un homme bien bâti, ou efféminé, ou un vieillard, dont l’œil droit ou l’œil gauche serait en fait une prothèse. Il semblerait aussi qu'il ait raté, il y a 17 ans, l'Affaire Haneda, qui s'était soldée par la mort de Kohji Haneda et d'Amanda Hughes, empoisonnés à l'APTX, au cours de laquelle le/la garde du corps d'Amanda, Asaka, avait pris la fuite.
Conan suit de près cette affaire et s'intéresse à plusieurs suspects potentiels tournant autour de lui : le nouveau préfet de police Hyoue Kuroda, homme grand et fort, âgé, et borgne ; sa nouvelle aide-institutrice Rumi Wakasa, femme experte en combat rapproché, souffrant et voyant mal de l’œil droit ; ou encore Kanenori Wakita, serveur de sushis récemment arrivé au restaurant à côté de l'Agence Mouri, portant un cache-œil. Son identité est révélée dans le tome no 100. En parallèle, il cherche aussi à comprendre qui est la mystérieuse enfant qui vit chez Masumi et qui sont vraiment « la famille Akai ». Récemment, ayant commis l'erreur de se faire filmer à Kyoto lors de la résolution d'une affaire, Conan, alors Shinichi, fait l'objet d'intenses recherches de la part de l'Organisation, et Bourbon est appelé à enquêter sur lui, sachant qu'il se doute déjà de l'identité de Conan, tout comme Akai et beaucoup d'autres. Cependant, le retour de Yusaku et Yukiko à Tokyo pourrait bien changer les choses. Au milieu de sa lutte contre l'Organisation, Conan a eu à plusieurs reprises l'occasion de retrouver sa taille normale, temporairement, grâce notamment aux antidotes conçus par Ai. Ce qui lui a aussi permis de faire avancer sa relation avec Ran.

#### Arc parallèle de Kid
En parallèle de sa lutte contre l'Organisation, Conan fait aussi face à un voleur insaisissable, devenu depuis lors son plus grand rival : « Kid 1412 » dit « Kaito Kid » ou encore « Kid l'Insaisissable ». Bien qu'il soit beaucoup moins dangereux que l'Organisation, et qu'il rende systématiquement ce qu'il dérobe. Il ne fait en fait que provoquer Conan et la police, et le jeune détective prend donc ces défis pour un jeu, ayant d'ailleurs plusieurs fois collaboré avec lui dans d'autres affaires. D'après les films de Détective Conan, il semble que Kid connaisse la véritable identité de Conan. Leur première rencontre et confrontation a lieu au tome 16, et nous apprenons très vite que Kid, alias Kaito Kuroba, est lui aussi un lycéen de génie, spécialisé dans le vol, le déguisement, la magie et l'évasion. Tous ces talents lui viennent principalement de son père Toichi, l'ancien Kid qui a mystérieusement disparu un jour, et qui avait lui-même comme disciples les actrices Yukiko Fujimine et Sharon Vineyard. Il semble que Toichi (puis Kid) luttaient eux aussi contre une obscure organisation criminelle.

### Personnages

Représentations simplifiées des personnages de la franchise Détective Conan. De gauche à droite : Ayumi Yoshida, Inspecteur Juzo Megure, Ai Haibara, Conan Edogawa et Ran Mouri.

- Shinichi Kudo (Conan Edogawa) — Protagoniste de l'histoire, il était un détective lycéen de 16-17 ans qui aidait la police lors des affaires criminelles. Au début de l'histoire, il surprend discrètement une conversation privée entre deux individus appartenant à une organisation criminelle appelée « L'Organisation des hommes en noir », mais il se fait assommer, et avale un poison censé le tuer, mais qui le fait en réalité régresser à la taille d'un enfant de primaire[1]. Il va ensuite aller habiter chez Kogoro Mouri et sa fille, Ran Mouri, sous le pseudonyme de Conan Edogawa. À noter que la voix de Conan Edogawa dans la version originale japonaise est celle de Minami Takayama qui était la femme de Gōshō Aoyama[5] ; en effet, ils se sont mariés le 5 mai 2005[6] avant de divorcer le 10 décembre 2007[7]. En août 2001, le magazine Newtype réalise un sondage dans lequel le personnage de Conan Edogawa est classé 4e dans la catégorie Top 10 des personnages masculins les plus populaires au Japon[8].
- Kogoro Mouri — Kogoro Mouri était un détective privé très médiocre, en effet, il regardait les courses de chevaux en buvant de la bière et en regardant la télévision. Conan, qui est allé habiter chez lui pour avoir une chance de retrouver la trace de l'Organisation, fait de lui un détective célèbre en l’endormant et en usurpant sa voix avec des gadgets du professeur Agasa. Il y gagne d’ailleurs le surnom de « Kogoro l'endormi ». Quelquefois, il trouve étrange le fait qu'il ne se souvienne pas de ses résolutions d'enquête, ce qui est normal, car il dort en réalité[9].
- Ran Mouri — Ran Mouri est la fille de Kogoro Mouri. Elle est aussi l'amie d'enfance depuis la maternelle et l'amoureuse de Shinichi Kudo. Elle est une championne de Karaté[10]. Elle traite Conan comme un petit frère et n'hésite pas à se baigner avec lui dans des sources chaudes et autres. Conan est terrifié à l'idée de la réaction de Ran quand elle découvrira la vérité sur sa véritable identité. En effet, il imagine que celle-ci va le battre violemment[11]. C'est une amie d'enfance de Sonoko Suzuki, la fille de l'un des hommes les plus riches du Japon. Ran est aussi devenue amie avec Kazuha Tooyama, la petite amie de Heiji Hattori[12].
- Sonoko Suzuki — Même si elle vient d'une famille distinguée, Sonoko est terre-à-terre et très normale. Elle taquine souvent Ran sur sa relation amoureuse avec Shinichi. Quelquefois, lorsque Kogoro n'est pas dans les environs et que Conan a besoin de résoudre une affaire, il endort Sonoko et utilise la même méthode qu'avec Kogoro. Comme Kogoro, elle est largement inconsciente d'être manipulée[13]. Elle est en couple avec Makoto Kyogôku.
- Professeur Agasa — Le professeur Agasa est un inventeur et voisin de la maison des Kudo (là où habitait Shinichi Kudo) de 52 ans[14],[15]. Il est la première personne à savoir que Shinichi Kudo a rajeuni ; il lui conseille d’ailleurs de ne révéler à personne sa véritable identité pour éviter des représailles de l'Organisation des hommes en noir[14],[16]. Il est le concepteur et le constructeur des différents gadgets de Conan[17], ce qui permet à ce dernier de résoudre les enquêtes sans révéler sa véritable identité. À noter que le professeur gagne beaucoup d'argent en déposant des brevets de ses inventions utilisés par de grandes entreprises[18]. Le professeur part souvent en voyage avec les Détectives Juniors à bord de sa Volkswagen Beetle, voyages qui se transforment souvent en affaires[18]. À noter que le professeur aide Conan à résoudre ces affaires en l'autorisant à usurper sa voix pendant qu'il fait semblant de parler. Il pense toujours à son premier amour, Fusae Campbell Kinoshita, devenue présidente d'une grande entreprise de mode[19].
- Ai Haibara — Elle s'appelle en réalité Shiho Miyano, son nom de code est Sherry. Elle a conçu le poison, l'APTX 4869, que Conan a avalé. À la mort de sa sœur Akemi Miyano, elle refuse de poursuivre ses recherches et se fait emprisonner. Elle réussit à s'échapper en prenant le poison et se réfugie chez le professeur Agasa en prenant, avec son aide, le pseudonyme d'Ai Haibara. L'organisation était sa seule famille avec sa sœur, en effet, ses parents sont morts lorsqu'elle était petite[20]. Ai Haibara a grandi aux États-Unis avec sa sœur[21].
- Heiji Hattori — Heiji Hattori est un détective lycéen aussi doué que Shinichi Kudo, il est originaire d'Osaka et son père est commissaire en chef du département de police d'Osaka. Au début, il était un rival de Shinichi avant qu'il ne découvre la véritable identité de Conan Edogawa. Il accepte de garder le secret et ils deviennent de bons amis. Quelquefois, Heiji contacte Conan pour résoudre des affaires ensemble[22]. Heiji Hattori et Kazuha Tooyama ont grandi ensemble et sont amoureux[23].
- L'Organisation des hommes en noir — L'Organisation des hommes en noir est le principal ennemi de Shinichi Kudo. C'est une organisation secrète dont le vrai nom est inconnu[24] et qui effectue de nombreuses activités criminelles - chantage, espionnage, vol et assassinats - pour des motifs et motivations incertains, les noms de code des agents de cette organisation sont donnés à partir de divers noms d'alcools. L'identité du Boss est inconnue et demeure le principal mystère du manga[25]. Gin et Vodka furent les premiers membres à apparaître lorsqu'ils forcèrent Shinichi Kudo à prendre de l'Apotoxine 4869, une drogue élaborée par l'Organisation, afin de le tuer et provoquant ainsi sans le savoir sa transformation en un enfant de 7 ans. Conan poursuit tout au long du manga les hommes en noir en espérant ainsi retrouver son corps d'adulte et ainsi détruire l'Organisation. Le nombre de membres est inconnu[26]. Ils n'ont aucun scrupule à tuer leurs propres membres si ceux-ci deviennent un handicap, ils n'hésiteront pas non plus à tuer autant d'innocents que nécessaire[27]. Le chef de cette organisation secrète, nommé Anokata (signifiant littéralement « cette personne »), n'a jamais été présenté officiellement dans le manga ou dans l'anime. Aoyama explique cependant que ce dernier est déjà vu durant la série (il a cependant été révélé très récemment).
- Les Détectives Juniors — Les Détectives Juniors (少年探偵団, Shōnen Tanteidan?) est un groupe composé de cinq jeunes élèves de primaire : Genta Kojima (小嶋 元太, Kojima Genta?), Mitsuhiko Tsuburaya (円谷 光彦, Tsuburaya Mitsuhiko?), Ayumi Yoshida (吉田 歩美, Yoshida Ayumi?), Conan et Ai Haibara[28] qui sont passionnés de mystères et d'aventures. L'arrivée de Conan dans leur classe est l'élément déclencheur de la création de leur groupe. Les Détectives Juniors aident Conan, considéré comme le chef de ce groupe, dans ses investigations[29].

## Production et supports

### Historique
Le manga, intitulé Meitantei Conan, est conçu par Gōshō Aoyama, puis publié pour la première fois dans le 5e numéro de l'année 1994 du magazine japonais Weekly Shōnen Sunday de Shōgakukan. Il est par la suite adapté en anime par Kenji Kodama et Yasuichiro Yamamoto et produit sur TMS Entertainment et Yomiuri Telecasting Corporation. Le premier épisode est diffusé sur le réseau Nippon Television Network System le 8 janvier 1996. FUNimation annonce sa licence de 104 épisodes de la série en Amérique du Nord le 5 juillet 2003. En France, c'est AB Distribution qui annonce les droits de licence.
Lors d'une entrevue avec Sankei shinbun le 2 octobre 2007, Aoyama prétend qu'il aurait déjà l'histoire de la fin pour la série, mais qu'il n'a aucune intention de la finir,. Lorsqu'il crée une histoire, Aoyama tente de garder la fraîcheur des mystères grâce à différentes situations et en évitant les mots et phrases compliqués afin que chaque lecteur puisse suivre les événements sans difficulté. Aoyama révèle qu'il lui faut environ quatre heures pour créer un mystère, et douze pour les situations difficiles. La série d'animation originale est conçue pour des écoliers élémentaires et des collégiens japonais. Cependant, la présence de certaines scènes sanglantes conduit à la diffusion des épisodes sur Adult Swim tard dans la nuit et non dans l'émission Toonami où se situe son vrai public américain. Aux États-Unis, la série est renommée Case Closed pour des raisons juridiques. Le nom des personnages est anglicisé : par exemple, Shinichi Kudo s'appelle Jimmy Kudo et Ran Mouri s'appelle Rachel Moore. Le nom de Conan, lui, est resté le même.

### Manga

Logo japonais de la série, très proche de celui du manga.

Les chapitres du manga Détective Conan sont écrits et illustrés par Gōshō Aoyama. Au Japon, ils sont publiés dans le magazine Weekly Shōnen Sunday de Shōgakukan depuis 1994. Depuis la première apparition du manga, plus de sept cents chapitres sont commercialisés. Les chapitres individuels sont collectés par Shōgakukan sous forme de volumes tankōbon. Le premier volume est commercialisé le 18 juin 1994. Depuis le 18 avril 2025, 107 volumes sont commercialisés. Une base de données recensant tous les volumes est lancée en 2007 par l'hebdomadaire Shōnen Sunday,. En août 2017, Détective Conan devient le premier manga du magazine Weekly Shōnen Sunday à dépasser les 1 000 chapitres publiés, puis devient également en octobre 2021 le premier manga du magazine à dépasser les 100 tomes.
La série est internationalement commercialisée sous le nom traduit de Détective Conan, par exemple en Norvège, en Suède ou au Danemark, Détective Conan se nomme « Mesterdetektiven Conan ». Cependant en Amérique du Nord, la série est intitulée Case Closed (trad. litt. Affaire classée). Le manga possède une licence selon les régions : VIZ Media en Amérique du Nord, Changchun Publishing House en Chine, Kana en France, au Benelux et dans d’autres pays francophones,, Egmont Manga & Anime en Allemagne, Elex Media Komputindo en Indonésie, Star Comics en Italie, Egmont en Suède, en Norvège et en Finlande,, Chingwin Publishing Group à Taïwan, Kim Dong Publishing House au Vietnam et Planeta DeAgostini dans les pays espagnols et catalans.
Il existe aussi des volumes spéciaux mettant en confrontation les personnages de Conan et Kid Cat Burglar, personnage principal de Magic Kaitō, autre manga du même auteur,,. Les assistants de Gōshō Aoyoma ont également écrit et publié leurs propres histoires de Détective Conan, nommées Tokubetsu-hen (特別編, trad. litt. Chapitres spéciaux). Le premier volume est publié le 28 janvier 1997. Le tome no 43, dernier en date, sort le 28 mai 2018. Certains des volumes font apparaître les Hommes en Noir et le Kid Cat Burglar. La série est publiée en espagnol depuis septembre 2007, en italien depuis février 2005 et en allemand. Aucune traduction française n'est envisagée pour le moment par la société Kana détenant les droits de Détective Conan en France.
Plusieurs autres séries dérivées ont également vu le jour. Détective Conan : Apprenti Criminel (名探偵コナン 犯人の犯沢さん, Meitantei Konan Hannin no Hanzawa-san), dessinée par Mayuko Kanba, est une série comique publiée depuis le 25 mai 2017 dans le magazine Shōnen Sunday S. La version française est publiée par Kana depuis avril 2019. Une adaptation en anime est diffusée à partir d'octobre 2022. Détective Conan : Zero à l'heure du thé (名探偵コナン ゼロの日常, Meitantei Konan Zero No Tī Taimu), dessiné par Takahiro Arai, est une série suivant le personnage de Toru Amuro prépubliée depuis le 9 mai 2018 dans le magazine Weekly Shōnen Sunday, avec la première partie se terminant le 25 mai 2022. Une adaptation en anime de six épisodes est diffusée entre avril et mai 2022,. Detective Conan: Wild Police Story (名探偵コナン 警察学校編 Wild Police Story, Meitantei Conan Keisatsu Gakkō-hen Wairudo Porisu Sutōrī), dessiné également par Takahiro Arai, est prépublié entre octobre 2019 et novembre 2020 dans le magazine Weekly Shōnen Sunday et compilé en un total de deux tomes,. La version française est publiée par Kana depuis septembre 2022
. Une adaptation en anime est diffusée irrégulièrement à partir de décembre 2021. Plusieurs films d'animation sont aussi adaptés en manga.

### Anime

#### Série télévisée

Logo français de la série.

Les épisodes de la série télévisée d'animation Détective Conan sont réalisés par Kenji Kodama et Yasuichiro Yamamoto des studios TMS Entertainment et Yomiuri Telecasting Corporation. Elle est diffusée pour la première fois le 8 janvier 1996 sur Nippon Television Network System et Animax au Japon,,. Plus tard, les épisodes sont collectés par Shōgakukan et enregistrés sur VHS ; 138 cassettes sont commercialisées entre le 26 juin 1996 et le 4 octobre 2006 contenant 425 épisodes,. Shōgakukan commercialise par la suite la série en DVD ; 180 volumes sont commercialisés en 21 saisons en août 2013. Pour le quinzième anniversaire de la série, les épisodes diffusés de l'année 1996 étaient disponibles en vidéo à la demande,. Les épisodes ayant été diffusés en 1997, 1998, et 1999 sont respectivement disponibles depuis janvier 2011, l'automne 2011 et l'été 2011. Dans le cadre de son 25e anniversaire, la série diffuse un remake en deux parties du 11e épisode, Le Meurtre de la Sonate au Clair de Lune (ピアノソナタ『月光』殺人事件), pour ses 1000e et 1001e épisodes les 6 et 13 mars 2021 ; à cette occasion, ces épisodes mettent en avant une nouvelle équipe de production et de techniques de productions, et incorporent la Sonate pour piano no 14 de Beethoven jouée par la pianiste classique Aimi Kobayashi.
En France, l'anime est adapté par AB Distribution. Six DVD unitaires contenant six épisodes chacun sont sortis entre juin 2005 et avril 2006,, ainsi qu'un coffret collector de trente épisodes en VF et VOSTFR non censurée, en janvier 2009. Les épisodes sont diffusés sur les chaînes Cartoon Network, France 3, NT1 et Mangas. La série réalise de très bons scores d'audience dès son lancement en janvier 2005 sur la chaîne France 3. À partir du 6 février 2015, la série est proposée en version sous-titrée en simulcast sur J-One et Anime Digital Network. Toutefois, fin août 2021, la diffusion est momentanément suspendue pour cause de discussion avec les ayants droit, la diffusion télévisée du simulcast reprend en mai 2022 sur Mangas. Les premiers épisodes de la série sont aussi proposés sur Prime Video à partir d'octobre 2020 en simple définition et Netflix à partir du 15 septembre 2021 dans une version remasterisée en haute définition, jusqu'au 1er août 2023 où les saisons quittent progressivement la plateforme en fin d'année,, les débuts de Détective Conan en HD étaient également sur la plateforme SVOD Salto, et en AVOD et Fast TV sur 6play d'avril 2022, à mars 2023, MyTF1 du 9 novembre 2022 au 31 octobre 2023 et Pluto TV en VOD et sur un canal dédié depuis décembre 2022.
En Amérique du Nord, la série est diffusée en simulcast sur la plateforme Crunchyroll sous le titre Case Closed.
| - Japon : Nippon Television (NTV), Yomiuri TV, Animax - France : Cartoon Network, France 3, NT1, Mangas, AB1, J-One - Suisse : RTS Deux - Canada : TV Japan, YTV - Algérie : DTV - États-Unis : TV Japan, FUNimation Channel, Adult Swim (anciennement) - Espagne : Cartoon Network, Animax, Antena 3, Canal Sur 2, K3 (en catalan), TVG (en galicien), ETB (en basque) - Portugal : SIC - Chili : ETC, Chilevisión - Allemagne : RTL II, VIVA, ProSieben Maxx - Hong Kong : TVB, Animax - Inde : Hungama TV - Indonésie et Singapour : Animax - Italie : Italia 1, Italia Teen TV, Hiro, Italia 2, Super! - Malaisie : TV3 : Animax - Mexique : TV Azteca - Philippines : GMA7 Animax - Corée du Sud : Tooniverse - Taïwan : CTS, SET Metro, Animax - Thaïlande : Modern Nine TV (anciennement Channel 9), TrueVisions, Animax - Maghreb et Moyen-Orient : Dubai One, Spacetoon (saisons 1 et 4), Space Power TV, SPTV (depusi la saison 5), MBC Action - Suède Norvège Danemark Finlande Disney XD - Vietnam : HTV3 |

#### Films d'animation
En 2025, vingt-huit films basés sur la série d'animation Détective Conan sont diffusés et commercialisés à partir d'avril 1997 avec le premier opus Détective Conan : Le Gratte-Ciel infernal. Produits à un rythme annuel, ces longs métrages se classent systématiquement dans le trio de tête du box-office japonais. Le 28e, Détective Conan : Sekigan no Flashback, sort le 18 avril 2025. Les sept premiers films sont réalisés par Kenji Kodama, les films 8 à 15 par Yasuichiro Yamamoto, les films 16 à 21 par Kōbun Shizuno, le 22e et le 26e film de la franchise par Yuzuru Tachikawa, le 23e par Tomoka Nagaoka, le 24e par Chika Nagaoka et le 25e long métrage par Susumu Mitsunaka.
Chaque film présente sa propre histoire inédite plutôt que d'être adapté des histoires du manga. Deux anime comics sont commercialisés pour chaque film ; le premier est paru le 18 septembre 1997 présentant la première moitié du film Détective Conan : Le Gratte-Ciel infernal.

##### Direct-to-video
En France, les cinq premiers films de Détective Conan — Le Gratte-Ciel infernal, La Quatorzième cible, Le Magicien de la fin du siècle, Mémoire assassine et Décompte aux cieux — sortent directement en DVD par Kazé entre septembre 2007 et avril 2009,. L'éditeur propose la version originale et une version française ne reprenant pas les comédiens de la série, un doublage télé jugé en ce temps comme étant « peu sérieux » par Manga News, le casting est alors entièrement renouvelé. Cependant, cette version française a également été qualifiée de « bâclée et sans saveur particulière » par le même média spécialisé,.
En septembre 2018, la maison d'édition Black Box annonce l'acquisition des vingt-deux premiers films ainsi que deux téléfilms animés, La disparition de Conan et Les origines. D'abord annoncé comme un coffret intégral au format A4, le compte Facebook de Black Box indique que les films seront finalement publiés en simple édition individuelle, avec une version française prévue. Toutefois, selon l'enseigne Anime-Store, il n'a jamais été question de version française. Les films sortent en version originale sous-titrée à partir de mai 2019, en édition unitaire Blu-ray et DVD.

##### QuadrilogieConand'Eurozoom

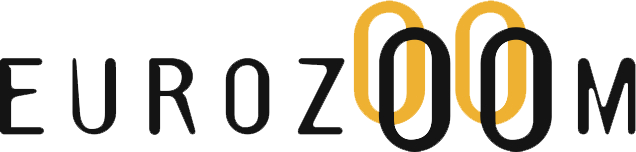
Logo d'Eurozoom.

Trois films de la franchise Détective Conan font l'objet d'une exploitation nationale en France entre 2021 et 2023 — La Balle Écarlate, La Fiancée de Shibuya et Le Sous-Marin Noir. Ces trois opus réalisent en France des « résultats médiocres » au cinéma et en vidéo, sans aucun retour sur investissement pour le distributeur français Eurozoom.
En 2021, le studio TMS France approche le distributeur indépendant pour réintroduire Détective Conan en France, lequel signe après avoir déjà repéré cette franchise et le succès de ses longs métrages au Japon,. Les rapports entre le studio et le distributeur conviennent en amont que la notoriété de la licence au Japon ne justifie pas d'avoir des ambitions similaires en France. Malgré le déficit de notoriété sur le territoire, Eurozoom tente sa chance avec les films 24 à 26 de Conan en VOSTFr et avec une version française produite par le studio Soundtastic et son équipe de comédiens luxembourgeois, familier des productions du distributeur. En discussion commune, Eurozoom fait le choix d'être cohérent avec le public cible de ce type de production et reprend, pour les protagonistes, les comédiens belges des premiers épisodes de la série télévisée que produisait alors AB Productions et dont la popularité s'est développée sur France 3 entre 2005 et 2006. Le doublage n'est pas présenté sur les copies presse de ces productions. La stratégie marketing du distributeur est principalement tournée vers un public français « nippophile » de 15 à 25 ans, avec un objectif à long terme d'un film par an, souhaitant ainsi augmenter progressivement le nombre d'entrées sur le modèle du succès croissant des films One Piece en France,.
Cette exploitation, accompagnée d'une large couverture publicitaire, permet de débloquer la situation autour de la série animée Détective Conan et de ses premiers épisodes en vidéo à la demande, en télévision et en Fast TV,. Pour La Fiancée de Shibuya, le comédien français Eric Legrand rejoint le casting de ce doublage luxembourgeois et belge, il devient ensuite le protagoniste d'une série consacrée à son personnage Rei Furuya dans un projet de diffusion mondial — indépendant d'Eurozoom — lancé par Netflix, Zero à l'heure du thé. Pour l'ultime opus Le Sous-Marin Noir, ce sont plusieurs comédiens français bien connus du grand public qui se joignent à cette distribution comme Adeline Chetail ou encore Donald Reignoux.
Eurozoom affirme avoir éprouvé des difficultés à valoriser une sortie en salle et son importance aux yeux des fans de la franchise. Bien que le distributeur souhaitait, en second lieu, installer Conan comme une franchise tout public, le grand public et le public familial « de Disney » boudent également ces productions,,. Un point de bascule est atteint avec La Fiancée de Shibuya, 17e film le moins rentable du box-office français en 2022 avec 33 440 entrées,, celui-ci connaît notamment 160 avant-premières VOSTFr en France le jour de sa sortie au Japon, soit une première pour un film japonais en France,. Une telle exposition exigeait du distributeur à assumer des frais pour accéder au matériel par rupture de clauses contractuelles, les restrictions imposées par le Japon pour cette opération ne permettaient pas aux exploitants de voir préalablement le long métrage. L'entreprise évoque alors des résultats catastrophiques qui nuisent à la réputation tant des films que du distributeur auprès des salles de cinéma,. Nombre de ces programmateurs se fondent ces résultats pour arguer de la faiblesse de ces projets et en refuser l'exploitation nationale,.
À la suite de cet échec, la fondatrice et directrice de la société, Amel Lacombe, fustige le manque de mobilisation des fans de la franchise ; dans une interview de mars 2023, il est évoqué un enfermement algorithmique, du fait du « bruits » d'une bulle et aux conjectures « puristes » de ces fans sur les réseaux sociaux, qui ont faussé les attentes et les décisions d'investissement sur le 25e film ; celui-ci déçoit le distributeur par la non mobilisation de cette influence virtuelle.
En 2023, Le Sous-marin noir — présenté hors compétition au Festival d'Annecy 2023 — sort nationalement en France à une période où la concurrence est moins rude et où les vacances scolaires estivales permettent, potentiellement, de toucher un public plus large que le cercle de fans,. Les exploitants exigent du distributeur des chiffres de fréquentation grand public,,, et fixent un ultimatum d'au moins 150 000 entrées sur ce troisième film d'Eurozoom pour persuader les cinémas de continuer, soit le quintuple des entrées de La Fiancée de Shibuya et autant que les films à licence Dragon Ball Z, Le Film 2 en 1996 (AB Films Distribution) et Pokémon 3 en 2001 (Warner Bros. France), le distributeur affirme que ce film peut être le dernier à être licencié par eux s'il ne rencontre pas le succès espéré,. Les exploitants se montreront néanmoins plus réticents à projeter cette suite, notamment en province. Du propre aveu du distributeur, ce troisième film présenté en salles se heurte également à un rejet du grand public français dès son 1er jour. Après une semaine, Le Sous-Marin Noir est retiré de l'affiche dans plusieurs cinémas, faute d'un nombre suffisant d'entrées,. Le film affiche la plus faible moyenne de spectateurs parmi les nouvelles sorties (six entrées par salle) et réalise une performance similaire à celle de ses prédécesseurs ; en huit semaines, le film fait un flop avec un peu moins de 30 000 entrées, soit un résultat inférieur à La Fiancée de Shibuya.
Le 14 décembre 2023, Eurozoom annonce qu'un accord sur un quatrième film est trouvé avec le comité Détective Conan et TMS Europe, L'Étoile à un Million de dollars, pour une sortie attendue à la fin du printemps 2024,. Néanmoins, en mai 2024, le distributeur confirme discrètement par tweet-réponse être contraint de sortir L'Étoile à un million de dollars en France sans aucune version française. Sous certaines inquiétudes, ce quatrième opus sort le 19 juin 2024 en France, en version originale uniquement,. Il est également présenté hors compétition au Festival d'Annecy 2024. Après l'échec du Sous-Marin Noir en 2023, les productions Détective Conan (1res séries, spin-off) ne sont pas renouvelés sur Netflix et les différentes autres plateformes comme MyTF1 et 6play,. La plateforme ADN, diffuseur simulcast de la franchise, publie néanmoins des récapitulatifs d'anciens épisodes pour entourer la sortie des deux derniers films.

#### OAV
Deux séries d'OAV, inspirées de la série d'animation, sont produites par TMS Entertainment, Nippon Television, et Yomiuri Telecasting Corporation. La première série d'OAV, nommée Shōnen Sunday Original Animation, est annuellement commercialisée par correspondance pour les abonnés au magazine Weekly Shōnen Sunday. Le premier épisode, Conan contre Kid contre Yaiba, est commercialisé pour la première fois le 3 mars 2000. Le 12e et dernier OAV sorti se nomme Le Miracle d'Excalibur et est commercialisé pour la première fois en 2012. Les neuf premiers épisodes sont ensuite compilés en quatre DVD nommés Secret Files entre le 24 mars 2006 et le 5 mars 2010,.
La seconde série d'OAV, nommée Magic Files, est annuellement commercialisée directement en DVD. Il s'agit d'histoires originales se déroulant dans le même univers que le film d'animation diffusé la même année. Le premier Magic Files, nommé Détective Conan Magic File (名探偵コナン Magic File, Meitantei Conan Magic File), sort le 11 avril 2007. Le cinquième et dernier actuellement nommé Le Souvenir Capriccio de Niigata-Tokyo (名探偵コナン Magic File 2011 ～新潟～東京 おみやげ狂騒曲～, Meitantei Konan Magic File 2011 ～Niigata ~ Tōkyō Omiyage Kapurichio～) sort le 16 avril 2011. Un épisode bonus nommé Fleur de Fantasista (名探偵コナン BONUS FILE ～ファンタジスタの花～, Meitantei Konan Bonus File ～Fantajisuta no hana～) sort le 14 avril 2012.

#### Adaptations associées
Tout comme le manga, les adaptations animées font parfois intervenir le personnage de Kid Cat Burglar, soit dans des épisodes spéciaux, soit en remplacement de Détective Conan dans sa case horaire. Des épisodes spéciaux réunissant les deux personnages ont également été créés, comme Detective Conan - Conan vs Kid - Shark and Jewel, diffusé en 2005 au musée Suntory à Osaka durant un mois.
Lupin III contre Détective Conan est un téléfilm crossover de 105 minutes. Conan y affronte Edgar de la Cambriole plus connu au Japon sous le nom de Lupin III. Le film est produit par TMS Entertainment, Nippon Television, et Yomiuri Telecasting Corporation et est diffusé le 27 mars 2009. Il a d'abord été annoncé dans le 9e numéro du Weekly Shōnen Sunday en 2009. Une adaptation en anime comics est commercialisée depuis septembre 2012 et un manga de trois chapitres a débuté en septembre 2013 dans le magazine Shōnen Sunday Super.
Un nouveau film Lupin III contre Détective Conan: The Movie est annoncé en avril 2013, et sort le 7 décembre 2013 dans les cinémas japonais. Le film génère 649,8 millions de yens en deux jours d'exploitation. Une adaptation en anime comics est commercialisée entre août et septembre 2014,. Une adaptation en manga par Yutaka Abe et Denjiro Maru est prépubliée entre août 2014 et avril 2015 dans le magazine Shōnen Sunday Super ; le premier volume relié est publié le 18 mars 2015.

Programme spécial anniversaire
Non comptabilisé dans le total des épisodes, un programme spécial est sorti sous forme d'un "épisode spécial" (par le studio TMS) de 2h pour fêter les 20 ans de la série. Il a été diffusé lors du Friday Road SHOW ! le 26 décembre 2014. Il porte le nom d' Edogawa Conan Shissou Jiken: Shijou Saiaku no Futsukakan / 名探偵コナン 江戸川コナン失踪事件～史上最悪の二日間 ou Détective Conan - La Disparition de Conan Edogawa, les 2 pires jours de l'histoire.
Il raconte les aventures de Conan qui se retrouve obligé de se rendre aux bains publics. Apres une chute, il perd connaissance et se fait kidnapper par un homme louche aperçu plus tôt dans les vestiaires.

#### Distribution
Le casting japonais indiqué ci-dessous correspond à celui de la série télévisée, les films d'animation et les OAV. 
Les doublages français comportent quand à eux des castings différents entre la série télévisée ou les films d'animation, les droits n'appartenant pas au même distributeur.
La série télévisée a été distribué par AB Productions, qui a commandé un doublage français réalisé en Belgique. Le doublage des 5 premiers films a quand à lui été réalisé en France à la demande de l'éditeur Kazé pour des éditions DVD. Plus tard, les films 24, 25 et 26 ont eu droit à un doublage français reprenant le casting belge. Il en est de même pour le spin-off "Détective Conan - Apprenti Criminel".
| Personnages              | Voix originales                                                          | / Voix françaises,                                                                             | / Voix françaises,       |
| Personnages              | Voix originales                                                          | Série d'animation et films                                                                     | Films d'animation (1–5), |
| ------------------------ | ------------------------------------------------------------------------ | ---------------------------------------------------------------------------------------------- | ------------------------ |
| Conan Edogawa            | Minami Takayama                                                          | Ioanna Gkizas                                                                                  | Claudine Grémy           |
| Shinichi Kudo            | Kappei Yamaguchi                                                         | Bruno Mullenaerts                                                                              | Philippe Valmont         |
| Kogoro Mouri             | Akira Kamiya (épisode 1 à 548) Rikiya Koyama (à partir de l'épisode 553) | Emmanuel Liénart (série) Franck Fischer (film 24)                                              | Gérard Malabat           |
| Ran Mouri                | Wakana Yamazaki                                                          | Marie-Line Landerwijn (voix principale) Jessie Landresse (Détective Conan : Apprenti Criminel) | Nayéli Forest            |
| Professeur Hiroshi Agasa | Kenichi Ogata                                                            | Thierry Janssen                                                                                | Cyrille Monge            |
| Kid Cat Burglar          | Kappei Yamaguchi                                                         | Nessym Guetat                                                                                  | Gérard Malabat           |
| Inspecteur Megure        | Chafurin                                                                 | Emmanuel Liénart (série) Rémi Barbier (film 24)                                                | Cyrille Monge            |
| Wataru Takagi            | Wataru Takagi                                                            | Mathieu Moreau (voix principale) Aurélien Ringelheim (épisode 67) Dominique Marini (film 24)   | Jean-Marco Montalto      |
| Ai Haibara               | Megumi Hayashibara                                                       | Laetitia Liénart                                                                               | Nayéli Forest            |
| Heiji Hattori            | Ryō Horikawa                                                             | David Pion                                                                                     | Jean-Yves Brignon        |

### Adaptations live
Quatre drama télévisés sont produits par Yomiuri Telecasting Corporation et réalisés par Okamoto Kouichi,. Les trois premiers sont produits par Masahiro Kunimoto, Akira Miyagawa et écrits par Mutsuki Watanabe,.
Le premier, intitulé Détective Conan : Lettre de défi pour Shinichi Kudô est diffusé le 2 octobre 2006. Le drama sert d'antépisode dans l'histoire actuelle où Shinichi régresse en Conan. Ce drama met en vedette Shun Oguri dans le rôle de Shinichi Kudo, Tomoka Kurokawa dans le rôle de Ran Mouri et Takanori Jinnai dans le rôle de Kogoro Mouri. Il est commercialisé sur un DVD à édition limitée le 23 mars 2007. Le deuxième, intitulé Le Retour de Shinichi Kudô ! Confrontation avec l'organisation, est diffusé le 17 décembre 2007. Les nouveaux acteurs sont Yu Kashii dans le rôle d'Ai Haibara avec Kyoka Shibata dans le rôle d'Ai Haibara, Kuranosuke Sasaku dans le rôle de Gin, Taro Okada dans le rôle de Vodka et Nao Fujisaki dans le rôle de Conan. Il est commercialisé sur un DVD à édition limitée le 28 mars 2008. Le troisième, intitulé Lettre de défi pour Shinichi Kudô : Le Mystère de l'oiseau légendaire, est diffusé le 15 avril 2011 pour fêter les quinze ans de la série d'animation. Le rôle de Shinichi Kudo est interprété par Junpei Mizobata et le rôle de Ran Mouri par Shioli Kutsuna. Le quatrième, intitulé Détective Conan Drama spécial : Shinichi Kudo et l'Affaire du meurtre du Shinsengumi de Kyoto, est diffusé le 12 avril 2012 sur NTV. Toujours avec la même distribution, le drama est centré sur une affaire à Kyoto, où Shinichi Kudo et Ran Mouri rejoignent, pour une affaire de meurtre, Heiji Hattori et Kazuah Toyama, introduit dans la série télévisée.
Après le succès rencontré par le troisième drama télévisé, une adaptation en série télévisée live est réalisée,, avec la même distribution du troisième film live. Suivant un fil rouge précis, elle est ainsi nommée Meitantei Conan : Un défi pour Shinichi Kudo. Composée de treize épisodes, elle est diffusée du 7 juillet 2011 au 30 septembre 2011 sur NTV au Japon.

## Accueil

### Analyse

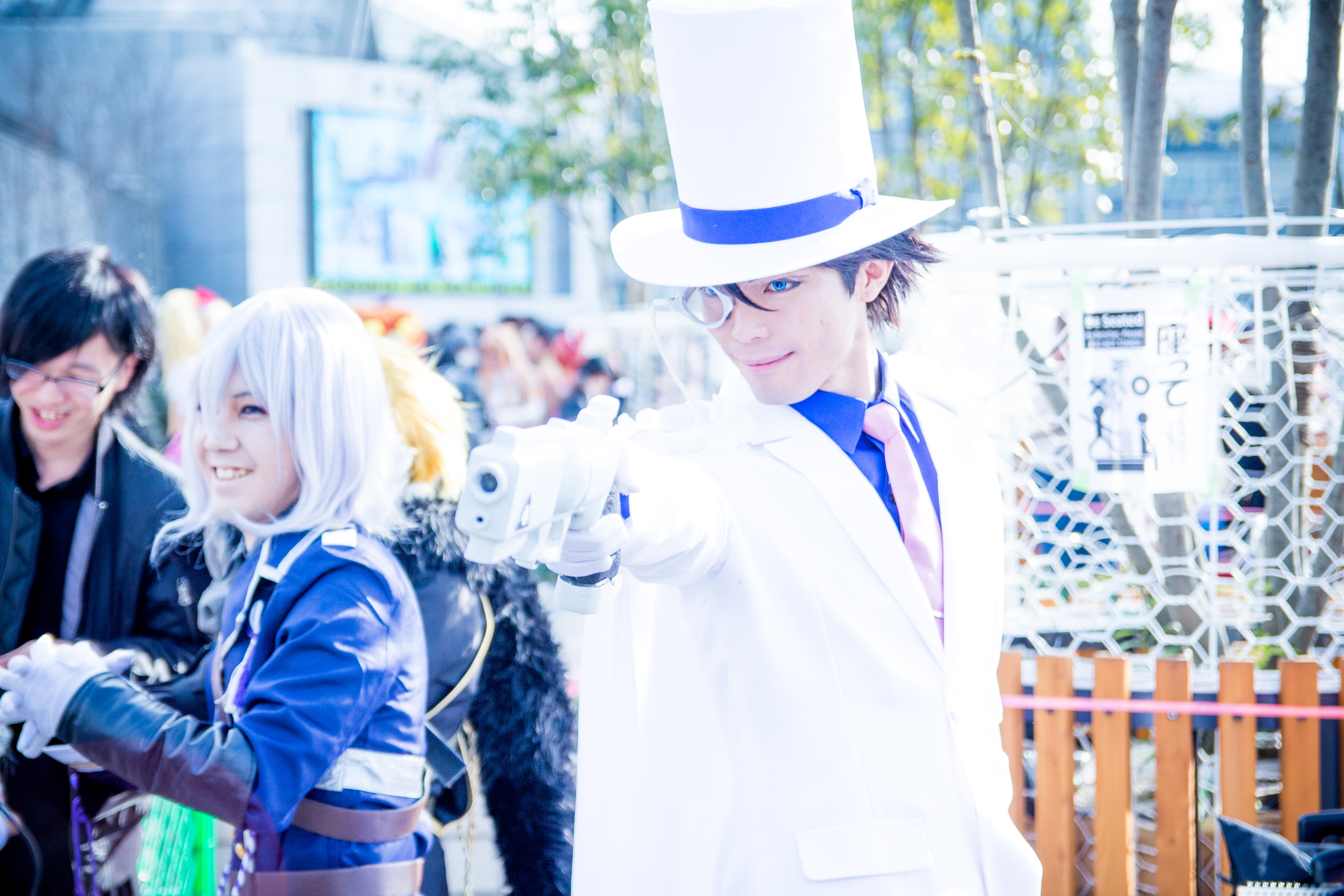
Cosplay du Kid Cat Burglar.

Gōshō Aoyama cite Arsène Lupin, Sherlock Holmes et les films de samouraïs d'Akira Kurosawa en tant qu'influence sur ses travaux. Les noms de certains personnages du manga tirent leur origine d'un romancier d'écrits policiers ou de leurs personnages. Le nom de Kogoro est inspiré de celui de Kogoro Akechi, le détective créé par Rampo Edogawa, tandis que Mouri est inspiré de l'écrivain français Maurice Leblanc et de son nom japonais, Mourisu Leburan. Le nom du professeur Agasa fait référence à Agatha Christie, la créatrice de Hercule Poirot et de Miss Marple. Le nom de l'inspecteur Jûzo Megure, aussi appelé Juzo Maigret en France, est basé sur le personnage Jules Maigret, le héros de Georges Simenon. À noter que son prénom Jûzo est un jeu de mots sur le chiffre japonais 13. Sango Yokomizo prend son nom de l'écrivain japonais Seishi Yokomizo. Le pseudonyme de Shinichi Kudo, Conan Edogawa, provient de la combinaison des noms des écrivains Arthur Conan Doyle et Rampo Edogawa. Le pseudonyme de Shiho Miyano, Ai Haibara, est inspiré de Cordélia Grey, personnage créé par Phyllis Dorothy James pour son nom et de V.I Wachowski, personnage créé par Sara Paretsky pour son prénom.
Certains noms de lieux du manga et de l'anime sont aussi inspirés de personnages de séries ou livres policiers : le café situé sous l'agence du détective Mouri s'appelle le café Poirot faisant référence à Hercule Poirot (personnage fictif d'Agatha Christie) ; le restaurant où le professeur Agasa mange de temps en temps s'appelle « le Colombo » qui fait référence à l'inspecteur dans la série télévisée policière américaine Columbo.
L'histoire se déroule sur une période restreinte d'un an, en effet, Ran Mouri ne fait aucune mention sur un passage en terminale alors qu'elle est en première et les Détectives Juniors n'ont pas changé de classe. Cependant, la technologie dans le manga évolue de façon importante, en effet, dans les premiers volumes, le professeur Agasa donne à Conan une boucle d'oreille téléphone portable et même un fax plateau-repas alors que, plus tard, tous les personnages principaux possèdent un téléphone portable. Le passage des saisons est très visible dans le manga, cela est dû au fait que, pour les Japonais, le passage des saisons est un élément culturel important. Afin de satisfaire cette demande, l'auteur Gōshō Aoyama dessine ses mangas dans des situations saisonnières correspondant au moment où le chapitre est prépublié dans le magazine Weekly Shōnen Sunday.
L'auteur, Gōshō Aoyama, fait souvent dire au personnage résolvant l'affaire une moralité. Celle-ci étant souvent que rien, pas même un crime, ne peut justifier un meurtre ou plus généralement qu'il ne faut pas tenter de se faire justice soi-même. À la fin des affaires, le coupable a toujours des comptes à rendre avec la justice. Dans Détective Conan, il existe beaucoup de références littéraires ou policières, des jeux de mots en japonais rendant les énigmes plus difficiles à résoudre pour les lecteurs étrangers. Des personnages tirés d'autres œuvres de Gōshō Aoyama apparaissent de temps à autre dans Détective Conan ; par exemple, dans l'OAV Conan contre Kid contre Yaiba, les protagonistes du manga Yaiba sont présents. Le personnage Kaitō Kid tiré du manga Magic Kaito joue des rôles importants dans le manga Détective Conan.

### Réception critique

#### Manga
En 2001, Détective Conan gagne le quarante-sixième prix Shōgakukan, dans la catégorie shōnen. En France, le tome no 62 du manga est nommé dans la sélection Jeunesse lors du Festival d'Angoulême 2011.
La série réalise un bénéfice de 34 milliards de yens en juin 2009 et plus de 140 millions d'exemplaires des volumes sont édités en mai 2012 au Japon. En octobre 2021, le tirage total de la série s'élève à plus de 250 millions d'exemplaires en circulation. En janvier 2023, le tirage total de la série s'élève à plus de 270 millions d'exemplaires. Selon le classement Oricon des meilleurs mangas vendus au Japon en 2008, les volumes 61, 62 et 63 de Détective Conan sont respectivement classés 25e, 28e et 45e et totalisent 160 000 volumes vendus,. Sur l'année 2009, le volume 64 est classé 16e et au premier semestre 2010, le volume 67 est classé 18e,.
Les chroniqueurs d'ActiveAnime ont commenté la conception complexe des personnages et « l'esprit » de la série, indiquant que les fans d'émissions mystérieuses sérialisées préféreraient en profiter. Ils décrivaient également que la série convient mieux au public plus mûr,. About.com liste Détective Conan en tant que Best Underappreciated Gem: Shonen (meilleur prix pour shōnen le plus sous-évalué) en 2010. En 2012, le manga se classe 17e meilleure vente d'après le top Oricon, et est élu 5e meilleur manga par le magazine littéraire japonais Da Vinci. En 2018, le manga remporte le 18e Da Vinci Annual Book of the Year.
Le rédacteur du site Mania, Eduardo M. Chavez, donne son avis sur les dessins de Gōshō Aoyama qu'il trouve réussis et qui gardent l'intrigue des mystères. Il donne également son avis sur le drame, le suspens, l'action et l'humour clamant que la série est capable d'attirer les lecteurs de tout âge et estimant que c'est un point positif pour le manga. A.E. Sparrow d'IGN décrit l'histoire on la comparant à un mélange entre Scooby-Doo et Sherlock Holmes.
Leroy Douresseaux, du site Comicbin, considère les scénarios comme beaucoup de contes mystérieux, où le lecteur peut essayer de résoudre ces cas souvent déroutants. Il est facile de manquer des indices évidents qui ne sont évidents que pour l'écrivain et son détective vedette, mais ces histoires sont toujours extrêmement amusantes à lire. Mangalife donne également son point de vue sur l'intrigue et les dessins de la série, commentant à quel point les personnages sont expressifs,.

#### Anime
L'anime est représenté de nombreuses fois aux classements des six meilleures séries japonaises,. En 2005, la chaîne télévisée japonaise TV Asahi diffuse un programme des 100 meilleures séries télévisées ainsi qu'un sondage en ligne sur son site web ; l'adaptation de l'anime est classée huitième au sondage et sixième dans le programme,. En 2006, TV Asahi diffuse un autre sondage en ligne sur le top 100 des meilleurs animes, et Détective Conan est classé 23e.
Durant les nombreux sondages diffusés par Animage, Détective Conan est classé au top 20 entre 1996 et 2001,,. Les films d'animation reçoivent également de nombreuses critiques positives, et se classent régulièrement aux premières places du box-office japonais la première semaine de commercialisation,,,. Au 5e Tokyo Anime Award, le neuvième film est nommé en tant que film culte. La parution en disque Blu-ray du treizième film est récompensée Best Interactivity Award par Digital Entertainment Group Japan. Le dix-septième film, sorti en 2013, représente actuellement le plus gros succès au box-office de la série avec plus de 3,5 milliards de yens, record qui était précédemment détenu par le treizième film, sorti en 2009.
Le ministère japonais des Affaires étrangères crée en 2007 deux tracts incluant les personnages de la série ; le premier tract pour promouvoir sa mission et le deuxième pour présenter le 34e sommet du G8. Les statues en bronze de Shinichi Kudo, Conan Edogawa, et Ran Mouri sont faites à Hokuei, Tottori, au Japon,,. Certains épisodes de Détective Conan subissent partiellement la censure en France car certaines scènes d'assassinats sont trop détaillées.

## Produits dérivés

### Jeux vidéo
Plusieurs jeux vidéo inspirés de la série sont commercialisés. Le premier jeu vidéo de la série Détective Conan, intitulé Meitantei Conan: Chika Yuuenchi Satsujin Jiken, est commercialisé le 27 décembre 1996 sur Game Boy. Le dernier jeu paru s'intitule Meitantei Conan : Marionette no Koukyoukyoku et est commercialisé sur console portable Nintendo 3DS depuis avril 2013. La majorité de ces jeux n'est parue qu'au Japon. Tous les jeux dédiés à Détective Conan sont commercialisés sur console portable Game Boy, consoles Sony, WonderSwan, Nintendo DS, et développés par Namco Bandai Holdings,,.

### Albums
Les bandes originales de Détective Conan sont composées et arrangées par Katsuo Ōno. Vingt-et-un CD de pistes sont produits par Polydor d'Universal Music Group et sont commercialisés pour l'anime et pour chacun de ses films. Détective Conan : Original Soundtrack 1 est commercialisé le 21 février 1996 et contient vingt pistes,. Détective Conan : Original Soundtrack 2 est commercialisé le 2 mai 1996 avec vingt pistes. Détective Conan : Original Soundtrack 3 est commercialisé le 25 novembre 1996 avec vingt-sept pistes,. Detective Conan : Original Soundtrack 4 est commercialisé le 25 avril 2001 avec vingt-huit pistes. Trois CD sont commercialisés contenant une collection originale des musiques de l'anime. Detective Conan : Original Soundtrack Super Best est commercialisé le 27 novembre 1997 contenant trente pistes. Detective Conan : Original Soundtrack Super Best 2 est commercialisé le 17 décembre 2003 contenant vingt-deux pistes. Detective Conan TV Original Soundtrack : Selection Best est commercialisé le 5 décembre 2007.

### Autres
Pour célébrer le 50e anniversaire de Weekly Shōnen Sunday et Weekly Shōnen Magazine, les deux compagnies collaborent et publient ensemble douze magazines bimensuels avec quelques chapitres de Détective Conan du magazine Weekly Shōnen Sunday et Les Enquêtes de Kindaichi du magazine Weekly Shōnen Magazine,. Le magazine est commercialisé le 10 avril 2008 et le 25 septembre 2008.
Shōgakukan produit également certains livres dérivés de la série. Cinquante volumes sous forme d'anime comics sont publiés au Japon entre juin 1996 et août 2000 représentant les 143 épisodes de l'anime dont certains sont omis,. Cinq autres livres sont publiés entre juillet 2001 et janvier 2002 représentant les épisodes 162 à 219. Dix ouvrages sont publiés entre mai 2005 et juin 2012. Treize autres livres officiels sont publiés entre juin 1997 et avril 2009. Quatre livres à part représentant la fin des épisodes sont publiés entre février 2003 et juin 2006. Trente-cinq livres éducatifs pour enfants sont publiés par Shōgakukan. Six albums éducatifs et sept albums illustrés sont commercialisés.
Un jeu de cartes à collectionner basé sur la série est également commercialisé. Ce jeu est édité par Score Entertainment, et publié le 29 juin 2005 aux États-Unis.